# Mythicomyces
Mythicomyces là một chi nấm trong họ family Psathyrellaceae. Đây là chi đơn loài, chứa một loài Mythicomyces corneipes, widely distributed in miền bắc temperate regions.

## Hình ảnh

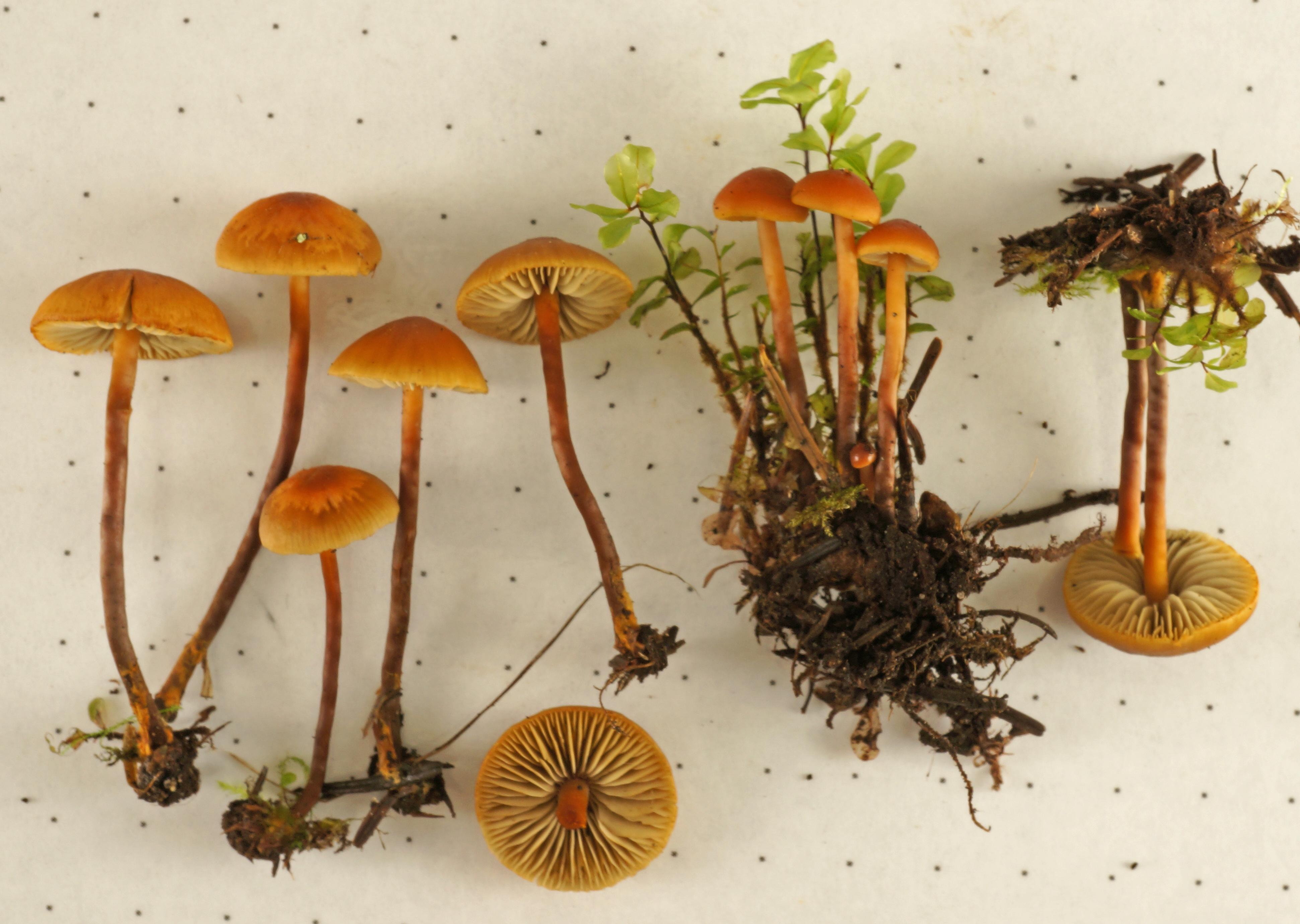
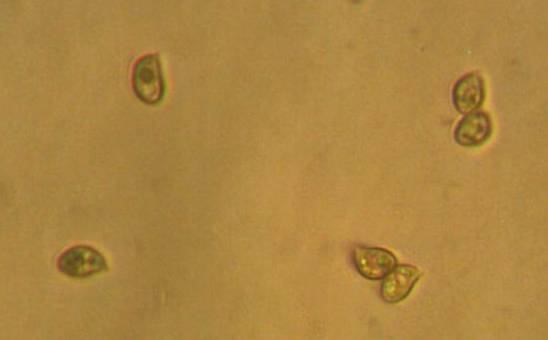